# Colegio Nuestra Señora del Carmen-Nájera
El Colegio Nuestra Señora del Carmen-Nájera está  formado por hijas de la caridad. Su fundador fue San Vicente de Paúl junto a Santa Luisa de Marillac en el año 1633.

## El colegio
La titularidad del colegio recae sobre las hijas de la Caridad fundadas por San Vicente de Paúl y santa Luisa de Marillac en el siglo XVII con la finalidad de atender a enfermos, ancianos, pobres, niños... 
Se encuentran extendidos por todo el mundo y, en el campo educativo, repartidos en toda la geografía española.
En Carabanchel, las Hijas de la Caridad, comenzaron su servicio prestando atención a un grupo de niños para los que se hizo posible una Escuela en el año 1891, fundada por Dª Josefa García, viuda de Nájera, que fue creciendo al ritmo de las necesidades y de las regulaciones legales hasta actualmente que tiene las etapas de Educación Infantil, Educación Primaria y Educación Secundaria. 

## Oferta educativa
Este centro cuenta con una línea de Segundo Ciclo de Educación Infantil (3, 4 y 5 años), una línea de Educación Primaria, dos líneas de Educación Secundaria, dos aulas de Educación Compensatoria, dos aulas de Enlace y un programa de diversificación.

## Localización
Este colegio se encuentra situado en el barrio de Carabanchel, en la calle c/General Ricardos 256, 28025 (Madrid). 
Antiguamente en los años 1970 y 1980 los alumnos accedían al colegio por la puerta de entrada situada en la  calle  c/ Monseñor Oscar Romero, n.º 54 

## Instalaciones

### Instalaciones interiores
El colegio cuenta con tres plantas; la planta baja en la que se encuentra Educación Infantil, Primero y Segundo ciclo de Educación Primaria, un gimnasio, un comedor y una sala de actos; en la primera planta se encuentran las aulas del Tercer ciclo de Educación Primaria, Educación Secundaria, biblioteca, sala de informática, de música, de plástica y un laboratorio; y en la segunda planta aulas de apoyo, compensatoria y aula de tecnología.

### Instalaciones exteriores
Cuenta con campos de fútbol y de baloncesto.